# La Mort de Bunny Munro
La Mort de Bunny Munro est un roman de Nick Cave paru en 2010. Il a été traduit de l'anglais par Nicolas Richard aux éditions Flammarion en 2010.

## Résumé
« Je suis foutu », songe Bunny Munro avec la lucidité soudaine de ceux qui vont mourir.
Lorsque sa femme se suicide, il décide de partir vendre des produits cosmétiques aux jeunes femmes anglaises, accompagné de son fils de neuf ans, qui ne lève pas le nez de son encyclopédie et est atteint d'une maladie des yeux. Mais Bunny est alcoolique, drogué et surtout, il est dépendant sexuel.

## Thème
Nick Cave aborde, dans ce roman, le thème des enfants non désirés, qui doivent suivre leurs parents dans des choses qui les dépassent. Il parle aussi de l'incapacité de l'Homme vis-à-vis de l'alcool et du sexe.